# Кісом-Джуколь
Кісом-Джуколь (перс. كيسم جوكل) — село в Ірані, у дегестані Кісом, у Центральному бахші, шагрестані Астане-Ашрафіє остану Ґілян. За даними перепису 2006 року, його населення становило 147 осіб, що проживали у складі 43 сімей.

## Клімат
Середня річна температура становить 14,69 °C, середня максимальна – 28,45 °C, а середня мінімальна – 0,23 °C. Середня річна кількість опадів – 1179 мм.
| Клімат поселення                              | Клімат поселення | Клімат поселення | Клімат поселення | Клімат поселення | Клімат поселення | Клімат поселення | Клімат поселення | Клімат поселення | Клімат поселення | Клімат поселення | Клімат поселення | Клімат поселення | Клімат поселення |
| Показник                                      | Січ.             | Лют.             | Бер.             | Квіт.            | Трав.            | Черв.            | Лип.             | Серп.            | Вер.             | Жовт.            | Лист.            | Груд.            |                  |
| Середній максимум, °C                         | 9,22             | 9,57             | 12,00            | 18,01            | 21,93            | 25,72            | 28,45            | 28,23            | 25,29            | 21,22            | 16,78            | 12,50            |                  |
| Середня температура, °C                       | 4,73             | 5,09             | 7,50             | 13,51            | 17,42            | 21,21            | 24,15            | 23,95            | 21,00            | 16,94            | 12,49            | 8,22             |                  |
| Середній мінімум, °C                          | 0,23             | 0,56             | 2,99             | 9,00             | 12,92            | 16,70            | 19,88            | 19,67            | 16,72            | 12,67            | 8,22             | 3,94             |                  |
| Норма опадів, мм                              | 115              | 95               | 87               | 46               | 46               | 33               | 33               | 62               | 134              | 210              | 175              | 143              |                  |
| Середньомісячна швидкість вітру, м/с          | 2.39             | 2.50             | 2.50             | 2.40             | 2.40             | 2.56             | 2.64             | 2.30             | 2.14             | 2.10             | 2.04             | 2.11             |                  |
| Середньомісячна сонячна радіація, кДж/м²·день | 6966             | 9061             | 11022            | 15517            | 19754            | 21658            | 22232            | 18848            | 15421            | 10790            | 8641             | 6647             |                  |
| --------------------------------------------- | ---------------- | ---------------- | ---------------- | ---------------- | ---------------- | ---------------- | ---------------- | ---------------- | ---------------- | ---------------- | ---------------- | ---------------- | ---------------- |
| Джерело:                                      |                  |                  |                  |                  |                  |                  |                  |                  |                  |                  |                  |                  |                  |